# Resolució 1128 del Consell de Seguretat de les Nacions Unides
La Resolució 1128 del Consell de Seguretat de les Nacions Unides fou adoptada per unanimitat el 12 de setembre de 1997. Després de recordar les resolucions sobre la situació al Tadjikistan i al llarg de la frontera entre l'Afganistan i el Tadjikistan, el Consell va prorrogar el mandat de la Missió d'Observadors de les Nacions Unides a Tadjikistan (UNMOT) durant un període de dos mesos fins al 15 de novembre de 1997.
El Consell va observar que les converses entre el Govern del Tadjikistan i l'Oposició Unida Tadjik es van completar amb èxit i es va arribar a un acord el 27 de juny de 1997. Es va observar que la implementació de l'Acord General requeriria l'esforç de totes les parts i el suport de les Nacions Unides i la comunitat internacional, particularment quan la situació al Tadjikistan continuava sent volàtil.
A mesura que es van aprovar les recomanacions del Secretari General de les Nacions Unides sobre l'ampliació del mandat de la UNMOT, es va demanar a les parts que implementessin plenament l'Acord General i que reprenguessin els treballs a la Comissió de Reconciliació Nacional en la capital Duixanbe. També van haver de garantir la seguretat i la llibertat de circulació de les Nacions Unides, la Comunitat d'Estats Independents (CIS) i altres personal internacional de manteniment de la pau.
La resolució va concloure dirigint al Secretari General Kofi Annan que proporcionés maneres addicionals de garantir la seguretat del personal de les Nacions Unides i de mantenir informats al Consell sobre l'evolució del Tadjikistan.